# Équipe de Suisse de football en 1980
Cet article présente les résultats de l'équipe de Suisse de football lors de l'année 1980.

## Bilan
|           | Nombre de matchs | Victoires | Défaites | Matchs nuls | Buts marqués | Buts encaissés |
| Domicile  | 5                | 2         | 2        | 1           | 8            | 6              |
| Extérieur | 5                | 0         | 5        | 0           | 1            | 15             |
| Neutre    | 0                | 0         | 0        | 0           | 0            | 0              |
| Total     | 10               | 2         | 7        | 1           | 9            | 21             |

## Matchs et résultats
| Match amical                             | Suisse                           | 2 - 0   | Tchécoslovaquie | Stade Saint-Jacques, Bâle                        |                                                  |
| 26 mars 1980 · Historique des rencontres | Sulser 39e (pen.) · Barberis 61e | (1 - 0) |                 | Spectateurs : 12 000 Arbitrage : Horst Brummeier | Spectateurs : 12 000 Arbitrage : Horst Brummeier |
| 26 mars 1980 · Historique des rencontres | Rapport                          |         |                 | Spectateurs : 12 000 Arbitrage : Horst Brummeier | Spectateurs : 12 000 Arbitrage : Horst Brummeier |

| Match amical                               | Suisse          | 2 - 0   | Grèce | Hardturm, Zurich                               |                                                |
| 1er avril 1980 · Historique des rencontres | Schnyder 9e 79e | (1 - 0) |       | Spectateurs : 12 000 Arbitrage : Dušan Krchňák | Spectateurs : 12 000 Arbitrage : Dušan Krchňák |
| 1er avril 1980 · Historique des rencontres | Rapport         |         |       | Spectateurs : 12 000 Arbitrage : Dušan Krchňák | Spectateurs : 12 000 Arbitrage : Dušan Krchňák |

| Match amical                              | République d'Irlande  | 2 - 0   | Suisse | Lansdowne Road, Dublin                        |                                               |
| 30 avril 1980 · Historique des rencontres | Givens 12e · Daly 41e | (2 - 0) |        | Spectateurs : 15 000 Arbitrage : Clive Thomas | Spectateurs : 15 000 Arbitrage : Clive Thomas |
| 30 avril 1980 · Historique des rencontres | Rapport               |         |        | Spectateurs : 15 000 Arbitrage : Clive Thomas | Spectateurs : 15 000 Arbitrage : Clive Thomas |

| Match amical                             | Suisse      | 1 - 1   | Danemark    | La Pontaise, Lausanne                         |                                               |
| 27 août 1980 · Historique des rencontres | Pfister 59e | (0 - 1) | 24e Bastrup | Spectateurs : 8 000 Arbitrage : Heinz Fahnler | Spectateurs : 8 000 Arbitrage : Heinz Fahnler |
| 27 août 1980 · Historique des rencontres | Rapport     |         |             | Spectateurs : 8 000 Arbitrage : Heinz Fahnler | Spectateurs : 8 000 Arbitrage : Heinz Fahnler |

| Match amical                                  | Suisse                    | 2 - 3   | Allemagne de l'Ouest        | Stade Saint-Jacques, Bâle                      |                                                |
| 10 septembre 1980 · Historique des rencontres | Pfister 84e · Botteron 88 | (0 - 1) | 18e 69e Müller · 66e Magath | Spectateurs : 32 000 Arbitrage : Luigi Agnolin | Spectateurs : 32 000 Arbitrage : Luigi Agnolin |
| 10 septembre 1980 · Historique des rencontres | Rapport                   |         |                             | Spectateurs : 32 000 Arbitrage : Luigi Agnolin | Spectateurs : 32 000 Arbitrage : Luigi Agnolin |

| Éliminatoires CM 1982                       | Suisse       | 1 - 2   | Norvège                   | Wankdorf, Berne                                |                                                |
| 29 octobre 1980 · Historique des rencontres | Barberis 49e | (0 - 1) | 5e Hareide · 79e Mathisen | Spectateurs : 14 000 Arbitrage : Dušan Krchňák | Spectateurs : 14 000 Arbitrage : Dušan Krchňák |
| 29 octobre 1980 · Historique des rencontres | Rapport      |         |                           | Spectateurs : 14 000 Arbitrage : Dušan Krchňák | Spectateurs : 14 000 Arbitrage : Dušan Krchňák |

| Éliminatoires CM 1982                        | Angleterre                     | 2 - 1   | Suisse      | Wembley, Londres                            |                                             |
| 19 novembre 1980 · Historique des rencontres | Tanner 22e (csc) · Mariner 36e | (2 - 0) | 76e Pfister | Spectateurs : 70 000 Arbitrage : Jan Keizer | Spectateurs : 70 000 Arbitrage : Jan Keizer |
| 19 novembre 1980 · Historique des rencontres | Rapport                        |         |             | Spectateurs : 70 000 Arbitrage : Jan Keizer | Spectateurs : 70 000 Arbitrage : Jan Keizer |

| Match amical                                 | Argentine                                                        | 5 - 0   | Suisse | Estadio Olímpico Chateau Carreras, Córdoba                |                                                           |
| 16 décembre 1980 · Historique des rencontres | Díaz 5e · Luque 9e · Valencia 43e · Maradona 45e · Passarella 67 | (4 - 0) |        | Spectateurs : 12 000 Arbitrage : José Luis Martínez Bazán | Spectateurs : 12 000 Arbitrage : José Luis Martínez Bazán |
| 16 décembre 1980 · Historique des rencontres | Rapport                                                          |         |        | Spectateurs : 12 000 Arbitrage : José Luis Martínez Bazán | Spectateurs : 12 000 Arbitrage : José Luis Martínez Bazán |

| Match amical                                 | Uruguay                       | 4 - 0   | Suisse | Estadio Luis Tróccoli, Montevideo                    |                                                      |
| 18 décembre 1980 · Historique des rencontres | Olivera 25e · Paz 71e 84e 90e | (1 - 0) |        | Spectateurs : 6 000 Arbitrage : Jorge Eduardo Romero | Spectateurs : 6 000 Arbitrage : Jorge Eduardo Romero |
| 18 décembre 1980 · Historique des rencontres | Rapport                       |         |        | Spectateurs : 6 000 Arbitrage : Jorge Eduardo Romero | Spectateurs : 6 000 Arbitrage : Jorge Eduardo Romero |

| Match amical                                 | Brésil                       | 2 - 0   | Suisse | José-Fragelli, Cuiabá                                       |                                                             |
| 21 décembre 1980 · Historique des rencontres | Sócrates 10e · Zé Sérgio 89e | (1 - 0) |        | Spectateurs : 43 452 Arbitrage : Arnaldo David Cézar Coelho | Spectateurs : 43 452 Arbitrage : Arnaldo David Cézar Coelho |
| 21 décembre 1980 · Historique des rencontres | Rapport                      |         |        | Spectateurs : 43 452 Arbitrage : Arnaldo David Cézar Coelho | Spectateurs : 43 452 Arbitrage : Arnaldo David Cézar Coelho |